# Lomaptera diaphonia
Lomaptera diaphonia är en skalbaggsart som beskrevs av Ernst Gustav Kraatz 1880. Lomaptera diaphonia ingår i släktet Lomaptera och familjen Cetoniidae. Inga underarter finns listade i Catalogue of Life.